# Chikorita
Chikorita is een blad-Pokémon.
Samen met Cyndaquil en Totodile, is Chikorita een Starter Pokémon uit de tweede generatie. Chikorita is van het type Grass en komt daarom vooral voor op gebieden met veel gras. Het heeft een lichtgroene huid en een groot blad op haar kop. Chikorita kan tweemaal evolueren. Op level 16 en op level 32. Op level 16 evolueert Chikorita in Bayleef. Bij de evolutie, verandert de huidskleur van lichtgroen in geel. Bayleef is ook groter en sterker. Op level 32 evolueert Bayleef in een Meganium, een grote plant Pokémon met de vorm van een dinosaurus. Meganium is de eindfase van Chikorita.

## Ruilkaartenspel
Er bestaan 11 standaard Chikorita kaarten, waarvan twee enkel in Japan uitgebracht zijn, net als een Chikorita M-kaart. Deze hebben het type Grass als element. Verder bestaat er nog één Fighting-type Chikorita δ-kaart. Er zijn ook 64 water-type, 48 fire-type en 23 dragon-type.